# Хламидоспоры
Хламидоспо́ры, или ге́ммы, — органы вегетативного размножения некоторых зигомицетовых и других грибов, представляющие собой толстостенные увеличенные клетки округлой формы, также используемые для переживания неблагоприятных условий.
Термин предложен в 1859 году Антоном де Бари для обозначения толстостенных спор, формирующихся в гифах и на плодовых телах астерофоры. Образован от др.-греч. χλαμύς — «покров». В 1873 году Ф. ван Тигем и Ж. Лемонье переняли его для обозначения одного из типов спор, образуемых мукоровыми грибами.
Хламидоспоры образуются эндогенным путём внутри части конечной или интеркалярной клетки гифы при сокращении протопласта. Увеличение клетки и утолщение стенки происходит только после образования септы. В результате образуются очень жизнеспособные шаровидные клетки с тёмными толстыми стенками. Высвобождение интеркалярной хламидоспоры происходит только после разложения гифы, из которой она образована.
Артроспо́ры — сходные структуры, образующиеся при фрагментации гиф на отдельные клетки, которые, однако, не увеличены в размере.